# Yelena Ovchinnikova
Yelena Valeryevna Ovchinnikova (Moscou, 17 de julho de 1982) é uma nadadora sincronizada russa, tricampeã olímpica.

## Carreira
Maria Gromova representou seu país nos Jogos Olímpicos de 2008, ganhando a medalha de ouro por equipes. 